# Malthonica lyncea
Malthonica lyncea là một loài nhện trong họ Agelenidae.
Loài này thuộc chi Malthonica. Malthonica lyncea được Paolo Marcello Brignoli miêu tả năm 1978.